# جون أودريوزولا
جون أودريوزولا (بالإسبانية: Jon Odriozola)‏ مواليد 26 ديسمبر 1970 في أونياتي، إسبانيا، هو دراج إسباني سابق في صنف سباق الدراجات على الطريق.

## روابط خارجية
- جون أودريوزولا على موقع أرشيف الدراجات (الإنجليزية)
- جون أودريوزولا على موقع إحصائيات الدراجات الإحترافية (الإنجليزية)
- جون أودريوزولا على موقع نسبة الدراجات (الإنجليزية)
- جون أودريوزولا على موقع CycleBase (الإنجليزية)